# Sportklassifizierung (DDR)
Die Sportklassifizierung des DTSB der DDR stellte eine vom Deutschen Turn- und Sportbund (DTSB) vorgenommene Einstufung in verschiedene Kategorien der nachgewiesenen Leistungen im Wettkampfsport dar. 

Urkunde über die erreichte Sportklassifizierung I

 Die Graduierung reichte in den unterschiedlichen Sportarten von der Leistungsklasse III bis zum Verdienten Meister des Sports. 

## Anliegen und Inhalt
Die 1954 in der DDR eingeführte Sportklassifizierung orientierte sich an dem in der Sowjetunion vorhandenen System und sollte mit normierten Anforderungen Ansporn für die sportliche Leistungssteigerung auf der Grundlage eines gezielten und regelmäßigen Trainings sein. 
Im Jahre 1956 erfolgte die Erweiterung auf eine Jugendklassifizierung und 1961 auf eine Kinderklassifizierung in einigen Sportarten. Seit 1956 wurde auch die Einstufung von Kampf- und Schiedsrichtern in solche Leistungsklassen vorgenommen.

## Klasseneinteilung
Die Klassifizierung erfolgte für Kinder bis zum vollendeten 14. Lebensjahr, für Jugendliche von 14 bis 18 Jahren, für Erwachsene ab 18 Jahren sowie für Kampfrichter ohne Altersbegrenzung. 
Die Einstufung in die einzelnen Leistungsklassen nahmen die Sportverbände des DTSB der DDR vor. Eingeteilt wurde in die Leistungsklassen: Meisterklasse (Meister des Sports) sowie in die Leistungsklassen I, II und III. 
Der Ehrentitel Verdienter Meister des Sports konnte sowohl für besondere sportliche Erfolge als auch für vorrangig auf dem Gebiet des Leistungssports tätige Trainer, Sportlehrer, Sportwissenschaftler und Sportfunktionäre verliehen werden.

## Einstufung und Bestätigung

Anstecknadel der Sportklassifizierung II für Erwachsene (Version 1961–1981)

Grundlage der Einstufung waren festgelegte Leistungsnormen oder auch Platzierungen bei bedeutenden Wettkämpfen und Meisterschaften. Die Normen wurden auf der Grundlage des aktuellen internationalen Leistungsniveaus, z. B. der „Ewigen Weltbestenliste“ (Durchschnitt der 20 Besten) jährlich überprüft und aktualisiert. Erbrachte Leistungen für die Meisterklasse bzw. für den Titel Meister des Sports wurden in der Regel nur von bedeutenden Wettkämpfen oder Meisterschaften anerkannt.
Beispielsweise waren in der Leichtathletik für die Sportklassifizierung III im 100-m-Lauf der Männer 12,0 s, für die Klasse II 11,4 s, für die Klasse I 10,6 s und für die Meisterklasse 10,2 s nachzuweisen. Die geforderten Leistungen im Marathonlauf der Männer waren: Klasse III: 3:25:00 Std., Klasse II: 3:00:00, Klasse I: 2:35:00, Meisterklasse: 2:19:00 Std. (Stand 1977).
Auch in nichtwettkampftypischen Sportarten wie Felsklettern und Wandern bestand die Sportklassifizierung. Für das Sportwandern wurden die zu bewältigenden Strecken mit Punkten bewertet. Jeweils ein Punkt wurde für 1 km Wanderstrecke, 100 m Anstieg und 200 m Abstieg angerechnet. Die Normen betrugen für die Klasse III 300, für die Klasse II 500, für die Klasse I 700 und für die Meisterklasse 1200 Punkte.
Für das Felsklettern wurden die Normen für Klassifizierung mit dem ständig steigenden Leistungsniveau angepasst. Während im Jahr 1957 zum Erreichen der Meisterklasse zehn Wege mit der Schwierigkeit VII (nach sächsischer Skala) im Vorstieg zu begehen waren, mussten dafür im Jahr 1985 bereits 20 Wege der Schwierigkeit IX geklettert werden. Die von den Kletterern eingereichten Begehungen mussten vom Sektionsleiter der Sportgemeinschaft bestätigt werden.

## Einstufungsurkunde und Sportklassifizierungsnadel
Als Bestätigung der erfüllten Leistungsnorm wurde von den zuständigen Fachausschüssen der Sportverbände eine entsprechende Urkunde erteilt, die zum Tragen der jeweiligen Sportklassifizierungsnadel berechtigte. Diese zeigte für die Meisterklasse ein goldenes Eichenblatt auf silbernem Grund, für die Leistungsklassen I, II, und III ein goldenes, silbernes bzw. bronzenes Eichenblatt – für Erwachsene auf weißem Grund, für Kinder auf hellblauem, für Jugendliche auf dunkelblauem Grund und bei Kampfrichtern auf rotem Grund.
Die Gestaltung der Sportklassifizierungsnadeln wurde mehrfach modifiziert. Es existieren unterschiedliche Versionen von 1956 bis 1960 (Läufer auf Wappen schwarz-rot-gold mit Aufschrift DDR und Jahreszahl), 1961 bis 1981 (Eichenblatt) und 1981 bis 1989 (Logo des DTSB der DDR, Klassifizierungsstufe und schräg liegendes Eichenblatt).

## Anforderungen für die Sportklassifizierung am Beispiel der Leichtathletik
Die folgenden Anforderungen entsprechen dem Stand von 1977.
| Disziplin        | Meisterklasse | Leistungsklasse |            |            |
|                  |               | I               | II         | III        |
| Männer           |               |                 |            |            |
| 100 m            | 10,2 s        | 10,6 s          | 11,4 s     | 12,0 s     |
| 200 m            | 20,7 s        | 21,8 s          | 23,6 s     | 24,5 s     |
| 400 m            | 46,1 s        | 48,6 s          | 52,5 s     | 55,6 s     |
| 800 m            | 1:46,8 min    | 1:51,5 min      | 1:57,0 min | 2:10,0 min |
| 1500 m           | 3:40,5 min    | 3:50,0 min      | 4:00,0 min | 4:30,0 min |
| 3000 m           |               | 8:22 min        | 8:55 min   | 9:50 min   |
| 5000 m           | 13:44 min     | 14:30 min       | 16:00 min  | 17:10 min  |
| 10000 m          | 28:45 min     | 31:20 min       | 33:50 min  | 36:10 min  |
| 25 km            |               | 1:26 h          | 1:37 h     | 1:48 h     |
| 35 km            |               | 2:10 h          | 2:28 h     | 2:45 h     |
| Marathon         | 2:19 h        | 2:35 h          | 3:00 h     | 3:25 h     |
| 110 m Hürden     | 13,8 s        | 15,2 s          | 16,6 s     | 18,0 s     |
| 400 m Hürden     | 50,3 s        | 55,0 s          | 60,0 s     | 64,5 s     |
| 2000 m Hindernis |               | 5:46 min        | 6:25 min   | 7:00 min   |
| 3000 m Hindernis | 8:38 min      | 9:50 min        | 10:35 min  | 11:00 min  |
| 10000 m Gehen    |               | 45:30 min       | 50:00 min  | 58:00 min  |
| 20 km Gehen      | 1:29 h        | 1:34 h          | 1:50 h     | 2:00 h     |
| 35 km Gehen      |               | 3:20 h          | 3:40 h     | 4:00 h     |
| 50 km Gehen      | 4:25 h        | 4:55 h          | 5:30 h     | 6:00 h     |
| Hochsprung       | 2,20 m        | 2,04 m          | 1,85 m     | 1,72 m     |
| Stabhochsprung   | 5,25 m        | 4,70 m          | 3,80 m     | 3,20 m     |
| Weitsprung       | 7,95 m        | 7,25 m          | 6,50 m     | 5,95 m     |
| Dreisprung       | 16,45 m       | 15,00 m         | 13,25 m    | 12,10 m    |
| Kugelstoßen      | 19,40 m       | 16,00 m         | 14,00 m    | 12,00 m    |
| Diskuswurf       | 60,00 m       | 50,00 m         | 44,00 m    | 35,00 m    |
| Hammerwurf       | 70,00 m       | 58,00 m         | 48,00 m    | 36,00 m    |
| Speerwurf        | 82,50 m       | 68,00 m         | 56,00 m    | 47,00 m    |
| Zehnkampf        | 7750 Pkt.     | 6800 Pkt.       | 6000 Pkt.  | 4400 Pkt.  |
|                  |               |                 |            |            |
| Frauen           |               |                 |            |            |
| 100 m            | 11,3 s        | 11,7 s          | 12,6 s     | 13,5 s     |
| 200 m            | 23,1 s        | 24,4 s          | 26,2 s     | 28,0 s     |
| 400 m            | 51,9 s        | 55,4 s          | 59,8 s     | 66,0 s     |
| 800 m            | 2:02,0 min    | 2:08,5 min      | 2:23,0 min | 2:38,0 min |
| 1500 m           | 4:14 min      | 4:27 min        | 4:52 min   | 5:16 min   |
| 3000 m           | 9:14 min      | 9:50 min        | 10:55 min  | 11:55 min  |
| 100 m Hürden     | 13,3 s        | 14,2 s          | 15,4 s     | 16,6 s     |
| 400 m Hürden     | 60,0 s        | 63,6 s          | 68,8 s     | 74,0 s     |
| Hochsprung       | 1,86 m        | 1,76 m          | 1,60 m     | 1,44 m     |
| Weitsprung       | 6,50 m        | 5,95 m          | 5,35 m     | 4,70 m     |
| Kugelstoßen      | 17,80 m       | 14,20 m         | 12,00 m    | 9,85 m     |
| Diskuswurf       | 58,00 m       | 47,00 m         | 39,00 m    | 32,00 m    |
| Speerwurf        | 58,50 m       | 47,00 m         | 38,00 m    | 30,00 m    |
| Fünfkampf        | 4350 Pkt.     | 3800 Pkt.       | 3100 Pkt.  | 2500 Pkt.  |
|                  |               |                 |            |            |